# Могилевские архиепископы
Ниже приведен список архиереев Могилевской архидиоцезий.

## Архиепископы
- 1783—1826 — Станислав Иванович Богуш-Сестренцевич
- 1826—1828 — Валерий Генрих Камёнко, апостольский администратор
- 1828—1831 — Каспер Цецишовский
- 1829—1833 — Ян Щит, апостольский администратор .
- 1833—1839 — Валерий Генрих Камёнко, апостольский администратор
- 1841—1842 — Игнатий Павловский
- 1849—1851 — Казимир Дмоховский
- 1851—1855 — Игнатий Головинский
- 1856—1863 — Вацлав Жилиньский
- 1872—1883 — Антоний Фиалковский
- 1883—1889 — Александр Казимир Гинтовт-Дзевалтовский
- 1891—1899 — Симон Мартин Козловский
- 1901—1903 — Болеслав Иероним Клопотовский
- 1903—1903 — Стефан Денисевич, апостольский администратор .
- 1903—1905 — Ежи Юзеф Шембек
- 1905—1908 — Стефан Денисевич, апостольский администратор .
- 1908—1909 — Аполлинарий Внуковский
- 1909—1910 — Стефан Денисевич, апостольский администратор .
- 1910—1914 — Викентий Ключинский
- 1917—1926 — Эдвард Ропп
- 1923—1925 — Ян Цепляк, апостольский администратор
- 1926—1981 — Болеслав Слосканс, апостольский администратор

## Вспомогательные епископы
- 1798—1811 — Киприан Одинец
- 1815—1819 — Матей Павел Мазжаневский
- 1823—1831 — Матеуш Липский
- 1825—1829 — Иоахим Юзеф Грабовски
- 1858—1871 — Юзеф Максимилиан Станевский
- 1872—1876 — Юрий Ивашкевич
- 1891—1897 — Шимон Франтишек
- 1897—1901 — Кароль Недзялковский
- 1908—1923 — Ян Цепляк
- 1908—1913 — Стефан Денисевич
- 1926—1935 — Антоний Малецкий
- 1928—1943 — Теофилус Матулонис